# Нехен (ном)
| M17 · H6 · O48 |

| M17 · H6 · O48 |

Нехен (древнеегип. nHn — «Храм») — в древности III септ (ном) Верхнего Египта. 

Четыре сына Гора (слева направо): Имсети, Дуамутеф, Хапи, Квебехсенуф

 Греческое название — Латополисский ном. Древнеегипетское название септа связывают с существованием здесь древнейшего храма бога с соколиной головой Хора, что сделало древнюю столицу септа, город Нехен, культовым и политическим центром Верхнего Египта конца додинастической эпохи и времени первых династий. Культ Хора (как впрочем и богини Нехбет) связывается с древним тотемическим покровителем территории этого септа — самкой коршуна (или сокола). Кроме Хора и Нехбет в местный пантеон входили бог Хнум и Четыре сына Хора. В Первый переходный период столицей септа стал г. Хефат (Пер-Хефа) (современная локализация — около селения эль-Миалла (Эль-Моалла), обнаружен только некрополь города на восточном берегу Нила). При XII династии административный центр септа был перенесен в г. Нехеб (Эхнаб) — культовый центр богини Нехбет (современная локализация — селение эль-Каб на восточном берегу Нила).

## ИзвестныеномархиНехена (ḥ3tj-c n Nḫn)
| Имя                           | Время правления                                                    | Комментарий |
| VI династия                   | VI династия                                                        | VI династия |
| ----------------------------- | ------------------------------------------------------------------ | --- |
| Уна                           | 1 пол. XXIII до н.э. при Меренра I                                 | Назначен царем Меренра I. «Князь, начальник Верхнего Египта, находящийся во дворце страж Нехена, глава Нехеба, друг единственный, чтимый Осирисом». Оставил жизнеописание. |
| Хирхуф (Хуфхор, Хумхора)      | XXIII до н. э., при Меренра I и Пиопи II                           | Номарх также I нома (Та-сети). «Князь, единственный семер, херихеб, придворный, «при Нехене», глава Нехеба, хранитель нижнеегипетской печати, единственный семер, начальник каравана, тайнник всех дел Тепреса, находящийся в сердце своего господина", сын единственного семера херихеба Ири. По распоряжению царя совершил несколько экспедиций в Нубию. |

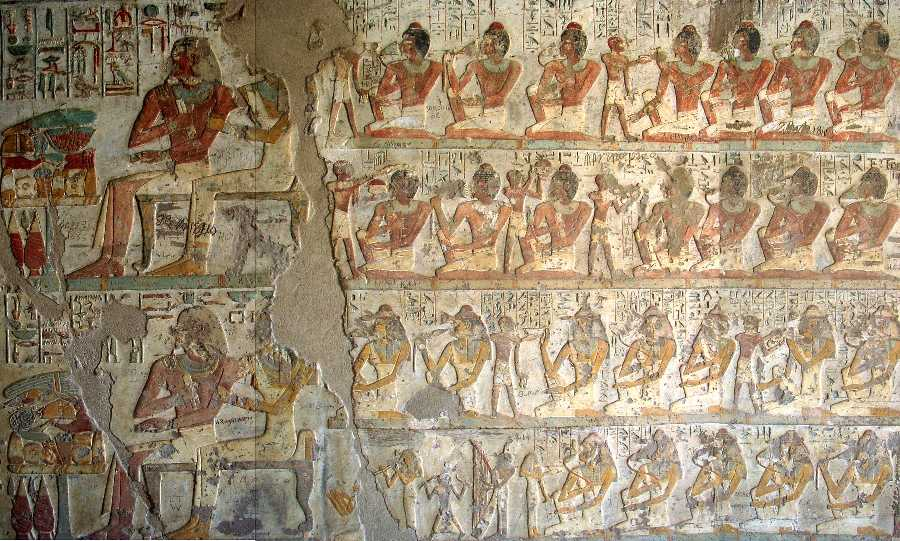
Настенная роспись гробницы номарха Пахери. Нехеб (Эхнаб). XV в. до н.э.

| Пепинахт (Пиопинахт) I Хекаиб | XXIII до н. э. при Пиопи II                                        | Номарх также I нома (Та-сети). «Князь, единственный семер, царский наместник Нехена, начальник чужеземных стран, верховный жрец Нехебт», жрец (хентиуше) пирамиды Пиопи II. После смерти был обожествлён, главой его культа стал его сын Себни. Эпитет "Хекаиб" условно можно перевести как "Тот, кто покоряет своим сердцем".                             |
| IX—XI династии                |                                                                    | |
| Хетепи (Htpi)                 | при Иниотефе II                                                    | «Повелитель, князь, начальник жрецов, великий предводитель септа Нехен». Сторонник и подданный Фив. По заданию Иниотефа II совершал набеги на VIII (Тинисский) ном. Жена: Хуут. 12 детей. |
| Анхтифи ('Nhtj.fj)            | Ок. 2110—2080 до н.э., при Хети III и Иниотефе II                  | Номарх также II нома (Учес-Хор). «Князь и Наместник, казначей царя Нижнего Египта, друг единственный, херихеб, начальник армии, глава переводчиков, начальник горных районах, Великий глава номов». Фактический повелитель всего Верхнего Египта. Воевал с царями Фив.                                                                                     |
| Себекхотеп (Sbk-nhtw)         |                                                                    | «Воин отличный, впереди Нехена» |
| XII династия                  |                                                                    | |
| Хорхотеп                      |                                                                    | «Наследный князь, номарх, херихеб, начальник пророков и великий предводитель нома Нехен» |
| XIII династия                 |                                                                    | |
| Эйэ I                         | 2-я пол. XVIII до н.э., между Неферхотепом I и Мери-хотеп-ра Ини I | «Верховный сановник, князь Нехеба». Жена: 1. царевна Редитинес (Rd.t-n.s), 2. царевна Сатхенесуа (SA.t-hns.w). Дети: от 2. Нефрхотеп |
| Эйэ II                        | 1-я пол. XVII до н.э., при Мери-хотеп-ра Ини I                     | Сын Эйэ I и Сатхенесуа. «Князь Нехеба». Умер бездетным. |
| Иймеруа (Ij-mrw) (III)        | 1-я пол. XVII до н.э., при Мери-хотеп-ра Ини I                     | Сын Эйэ I и Редитинес. «Верховный сановник, князь Нехеба, начальник жрецов». Жена: Хепиуа |
| Кабеси (Kbsj)                 | сер. XVII до н.э.                                                  | Старший сын Иймеруа и Хепиуа. Капитан царского флота. |
| Себекнахт I (Sbk-nḫt)         | сер. XVII до н.э., при Небереау I                                  | Младший сын Иймеруа и Хепиуа. Купил должность номарха навечно «от отца к сыну, от наследника к наследнику» у Кабеси (Kbsj) за 60 000 колец золота. «Царевич, Князь Нехеба, начальник рабов бога (жрецов)». Начальник храмового управления. Жена: Неферуа                                                                                                   |
| Себекнахт II                  | 2-я пол. XVII до н.э.                                              | Сын Себекнахта I и Неферуа. «Князь Нехеба, начальник рабов бога». Жена: 1. Редитинес (Rd.t-n.s), 2. Тинетий. Дети: 1. Себекнахт, первый слуга бога. |
| XVIII династия                |                                                                    | |
| Яхмос                         | ок. 1550—1525 до н.э. при Яхмосе I                                 | Сын Ибаны. "Начальник гребцовой команды". Последовательно служил на кораблях «Бык-убийца», «Северный», «Воссиявший в Мемфисе» |
| Пахери                        | 1-я пол. XV до н.э. при Тутмосе II                                 | Внук Яхмоса. «Князь Нехеба». Распорядитель пашен Южного Египта. |
| XXVI династия                 |                                                                    | |
| Неснешмет                     | 2-я пол. VII до н.э., при Псамметихе I                             | Псамметих I не менее 7 раз переводил его с одного княжения на другое, из одного второстепенного города в другой и в низовые местности (был, в частности, «князем великим Запада»), под конец он княжил в Энхабе, затем в Эдфу. |